# Шершниха (приток Белой)
Шершниха (Шершнишка) — река в России, протекает по Курьинскому району Алтайского края. Устье реки находится в 26 км по правому берегу Белой реки, в селе Колывань. Длина реки составляет 5,5 км, площадь водосборного бассейна 30 км².

## Данные водного реестра
По данным государственного водного реестра России относится к Верхнеобскому бассейновому округу, водохозяйственный участок реки — Обь от слияния рек Бия и Катунь до города Барнаул, без реки Алей, речной подбассейн реки — бассейны притоков (Верхней) Оби до впадения Томи. Речной бассейн реки — (Верхняя) Обь до впадения Иртыша.